# Mitromorphidae
Mitromorphidae é uma família monofilética de caracóis marinhos de pequeno a médio porte. São moluscos gastrópodes marinhos na superfamília Conoidea.
Bouchet, Kantor et al. Elevou em 2011 a subfamília Mitromorphinae (que naquele momento havia sido inserida na família Conidae) à categoria de família. Isso foi baseado em uma análise cladística da morfologia da concha, características radulares, caracteres anatômicos e um conjunto de dados de sequências moleculares de três fragmentos de genes.

## Descrição
Os mitromorphidae têm conchas de tamanho pequeno a médio com o formato mitriforme bicônico alto, uma protoconcha paucispiral ou multispiral de até 4,5 espirais, um canal sifonal curto ou indistinto, abertura estreita com até 3 pregas columelares e superfície razoavelmente lisa com elementos esculturais em espiral. Não há opérculo e a rádula é relativamente curta, de caráter hipodérmico, com dentes em formato pontiagudo, uma região basal sólida inchada e pode ter uma farpa fraca na extremidade da rádula.

## Gênero
Esta é uma lista dos nomes de gêneros aceitos na família Mitromorphidae (a principal referência para espécies recentes é o World Register of Marine Species).
- Anarithma Iredale, 1916
- Arielia Shasky, 1961
- Cymakra Gardner, 1937
- †  Itia Marwick, 1931
- Lovellona Iredale, 1917
- Maorimorpha Powell, 1939
- † Mitrellatoma Powell, 1942
- Mitromorpha Carpenter, 1865
- Scrinium Hedley, 1922